# 為替スワップ
為替スワップ（かわせスワップ、英: foreign exchange swap または forex swap または FX swap）とは、外国為替取引において、直物と先渡（もしくは先物）を反対向きのポジションで両建てすること。その際、2通貨の金利差の推移に基づき、収益もしくは損失が発生する。
通貨スワップとは2つの通貨を用いる取引という点で似るが、別物である。

## 用途

### 金融機関の為替予約への対応としての用途
用途の1つは、金融機関が顧客と為替予約として外国為替先渡取引を行った際に、金融機関側が為替相場変動リスクを避けるために、反対のポジションで直物のポジションを立てる。ただし、この方法は金利変動リスクが金融機関側に残るが、通貨を顧客に渡す日まで直物で両替した通貨を国債に変えると金利変動リスクも消える。

### 外貨調達としての用途[2]
たとえば、ユーロ圏の金融機関が直物の米ドル買い・ユーロ売り、先渡の米ドル売り・ユーロ買いという為替スワップ取引を行うことを考える。このような取引を用いれば、（相対的に）調達が容易なユーロさえ手許に用意すれば、米ドル資金を一定期間調達することができると言える。
またこうした取引は、上記例で言えば自国通貨のユーロを担保に米ドル資金を調達する有担保取引としての性格を有していることから、米ドル資金の無担保調達が制限されているような金融機関でも用いやすい。